# Juniperus barbadensis
Espèce
Classification phylogénétique
Statut de conservation UICN

 VU  : Vulnérable

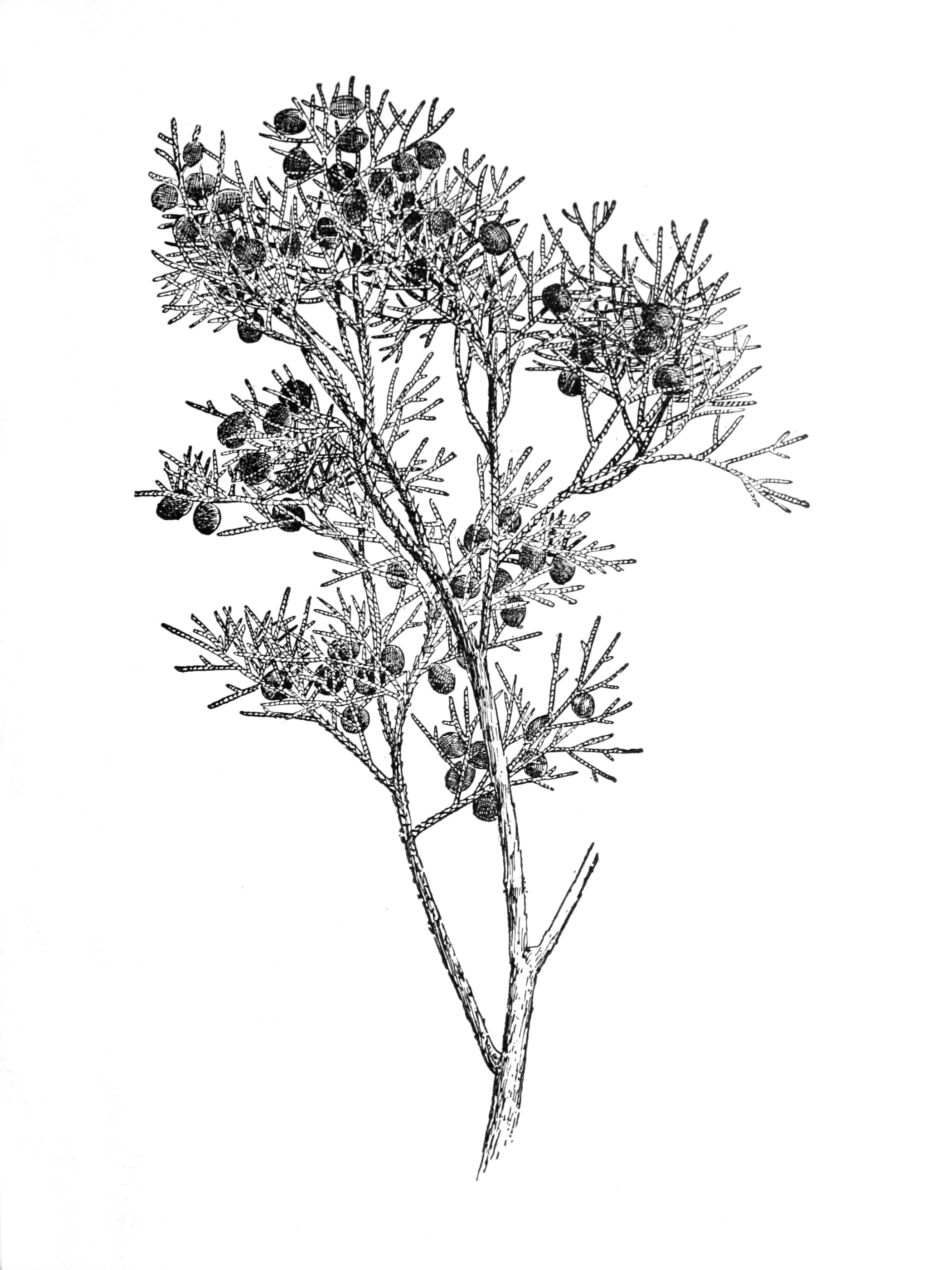
Juniperus barbadensis

Juniperus barbadensis est une espèce de plantes du genre Juniperus de la famille des Cupressacées.